# Wachseldorn
Wachseldorn är en ort och kommun i distriktet Thun i kantonen Bern, Schweiz. Kommunen har 229 invånare (2023).